# Brucker Pforte
Koordinaten: 48° 3′ N, 16° 55′ O
Als Brucker Pforte bezeichnet man die Niederung im niederösterreichisch-burgenländischen Grenzgebiet zwischen Leithagebirge südwestlich und Hundsheimer Bergen nordöstlich.

## Lage und Landschaft

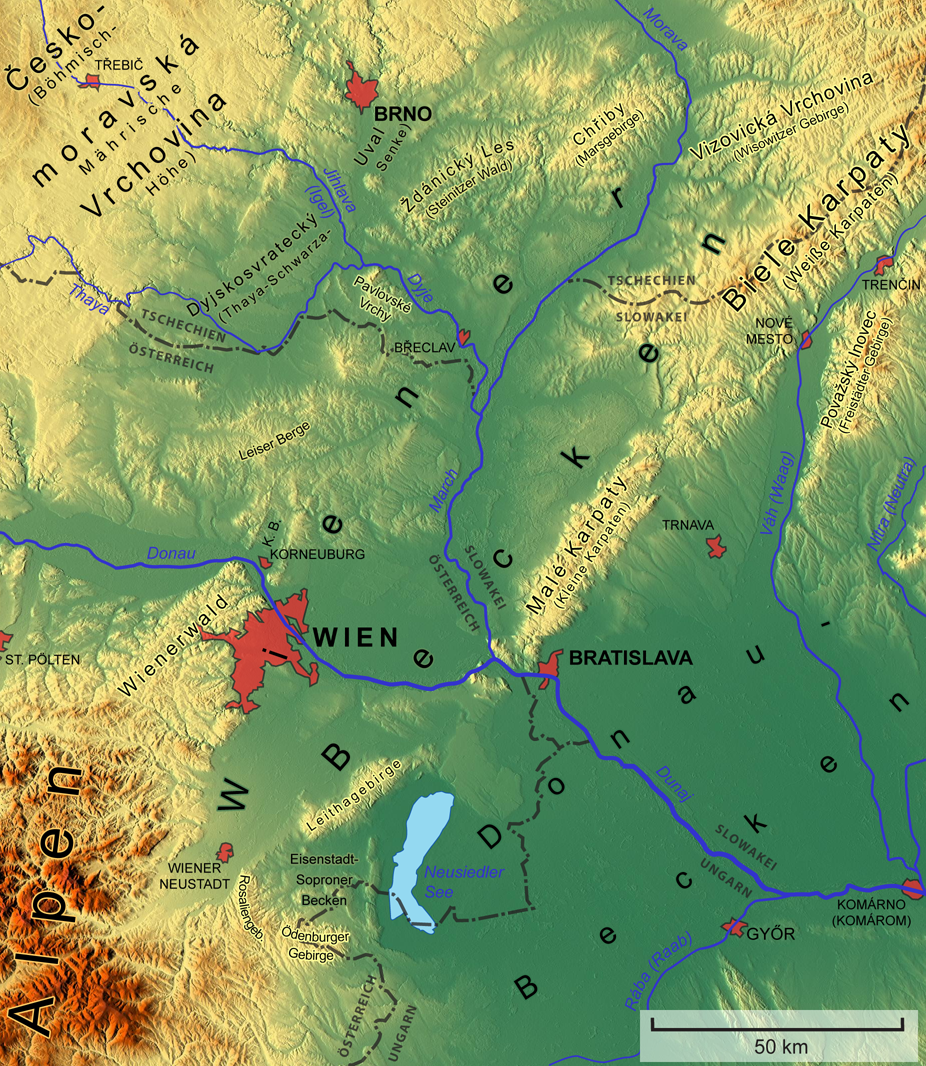
Physische Geographie des Übergangsbereichs zwischen Ostalpen und Westkarpaten. Die Brucker Pforte ist die breiteste der drei Durchbrüche aus dem Wiener Becken nach Südosten.

Die Brucker Pforte besteht aus der Prellenkirchner Flur auf der niederösterreichischen, westlichen Seite, und der burgenländischen Parndorfer Platte im Osten.
Durchflossen wird die Brucker Pforte von der Leitha, die aus dem südlichen Wiener Becken in die Pannonische Tiefebene fließt. Der wichtigste Ort ist die Bezirkshauptstadt Bruck an der Leitha, nach der die Talung heißt.
Mit den beiden anderen Gebirgsdurchbrüchen, der Wiener Neustädter Pforte südlich und der Ungarischen (Hainburger) Pforte bei Bratislava bildet sie den Übergang zwischen Alpen und Karpaten einerseits und zwischen dem Wiener Becken und der Kleinen Ungarische Tiefebene (ungarisch Kisalföld) anderseits.
Sie ist ein altes Durchbruchstal der Ur-Donau. Ursprünglich floss die Donau mit zurückweichen des Pannon-Sees über Mistelbach durchs Weinviertel und in großer Schleife über Eisenstadt und Sopron (Wiener Neustädter Pforte), später hier, und wechselte dann erst in die Hainburger Pforte. Die Datierung dieser Ereignisse ist unklar. Die Leitha hat die Talung erst sekundär übernommen.
Die Brucker Pforte ist verkehrstechnisch die bedeutendste der drei Pfortenlandschaften, da sie die breiteste der Durchgänge ist.
Strategisch war die Brucker Pforte bis in die jüngste Vergangenheit bedeutungsvoll. So wurden dort gemäß der Doktrin der Raumverteidigung zahlreiche Befestigungsanlagen, wie Bunker, Straßensperren u. a. als Vorsichtsmaßnahmen eingebaut. In Bruckneudorf wurde auch ein großer Truppenübungsplatz errichtet sowie Sperrtruppen stationiert. Erst mit Wegfall des Eisernen Vorhanges und dem Ende des Kalten Krieges wurde vieles davon obsolet.
Heute führen die Ostautobahn A4 und die Budapester Straße B10 von Niederösterreich ins Burgenland. Als Bahnlinie führt die Wien-Raaber Bahn durch die Pforte.
Durch die Öffnung zwischen den Bergen ergibt sich ein sehr windreiches Gebiet, das auch durch zahlreiche Windräder genutzt wird, darunter der Windpark Andau/Halbturn, einer der größten Onshore-Windparks Europas.
Im östlichen Gebiet der Brucker Pforte befindet sich auch das Natura 2000-Gebiet der Parndorfer Platte, das Vogelschutzgebiet Parndorfer Platte – Heideboden.

## Nachweise
- Eintrag zu Brucker Pforte im Austria-Forum (im AEIOU-Österreich-Lexikon)

1. ↑  Mathias Jungwirth, Gertrud Haidvogl, Severin Hohensinner, Herwig Waidbacher, Gerald Zauner (Hrsg.): Österreichs Donau: Landschaft – Fisch – Geschichte Verlag Institut für Hydrobiologie & Gewässermanagement (IHG), Universität für Bodenkultur Wien (BOKU), 2014, ISBN 9783900932206, S. 51, Sp. 1 (eingeschränkte Vorschau in der Google-Buchsuche).
2. ↑  Genauere Diskussion des Bezugs Parndorfer Platte zu Petronell-Prellenkirchner Terrasse: G. Wessely: Geologie der Hainburger Berge. In: Jahrbuch der Geologischen Bundesanstalt, Bd. 104, 1961, Kapitel 2. Quartäre Landschaftsformung, S. 337 ff (ganzer Artikel S. 273—349, pdf, geologie.ac.at, dort S. 65 ff).